# استیون گریف
استیون گریف (به انگلیسی: Stephen Greif) (زادهٔ ۲۶ اوت ۱۹۴۴ – درگذشتهٔ ۲۳ دسامبر ۲۰۲۲) بازیگر انگلیسی بود. از فیلم‌ها و سریال‌های معروف او می‌توان به بازی در در معرض خشم و کلئوپاتراها اشاره کرد.